# Arcidiocesi di Trento

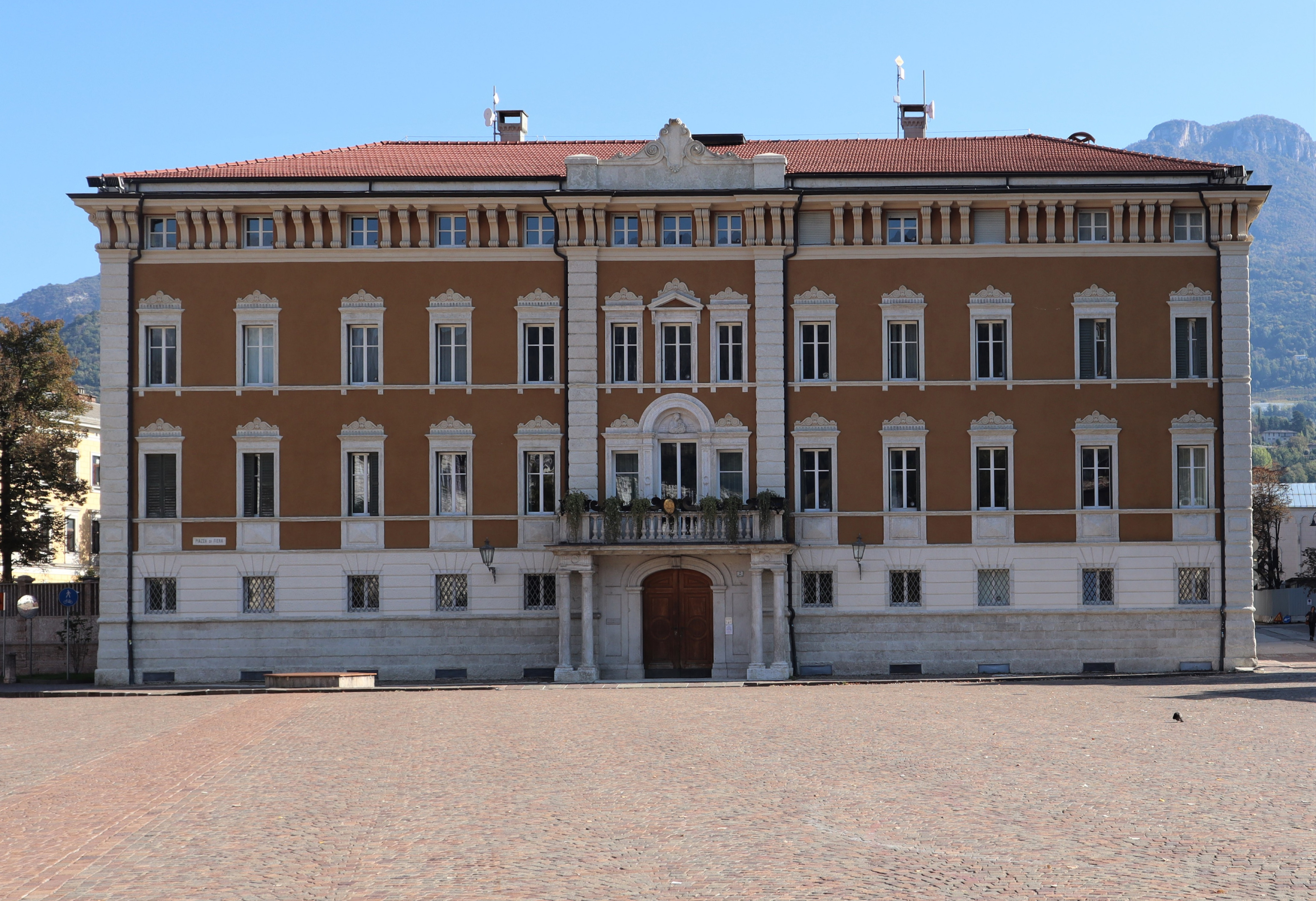
Il palazzo dell'arcivescovo in Piazza Fiera a Trento.

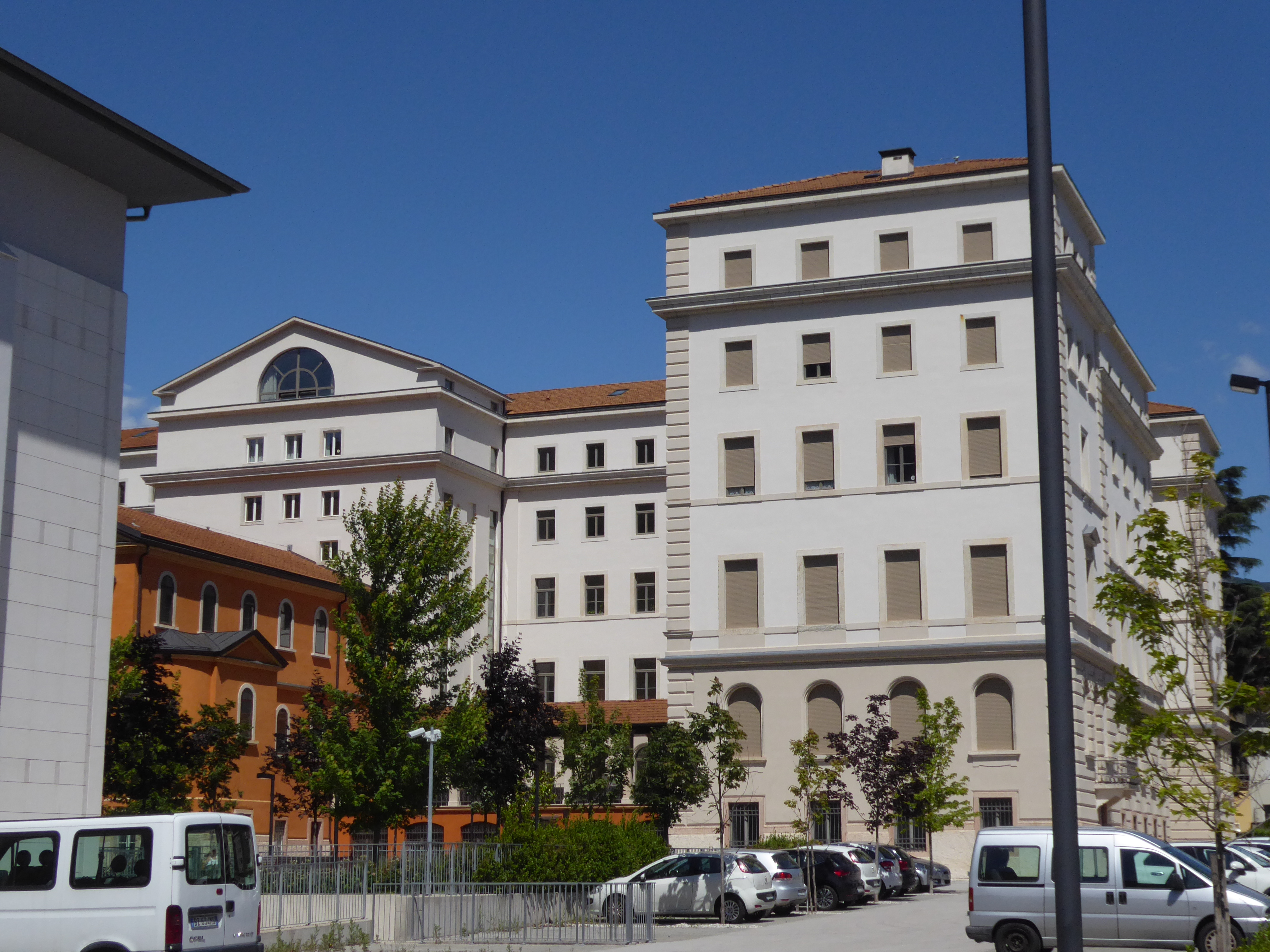
Il seminario arcivescovile di Trento.

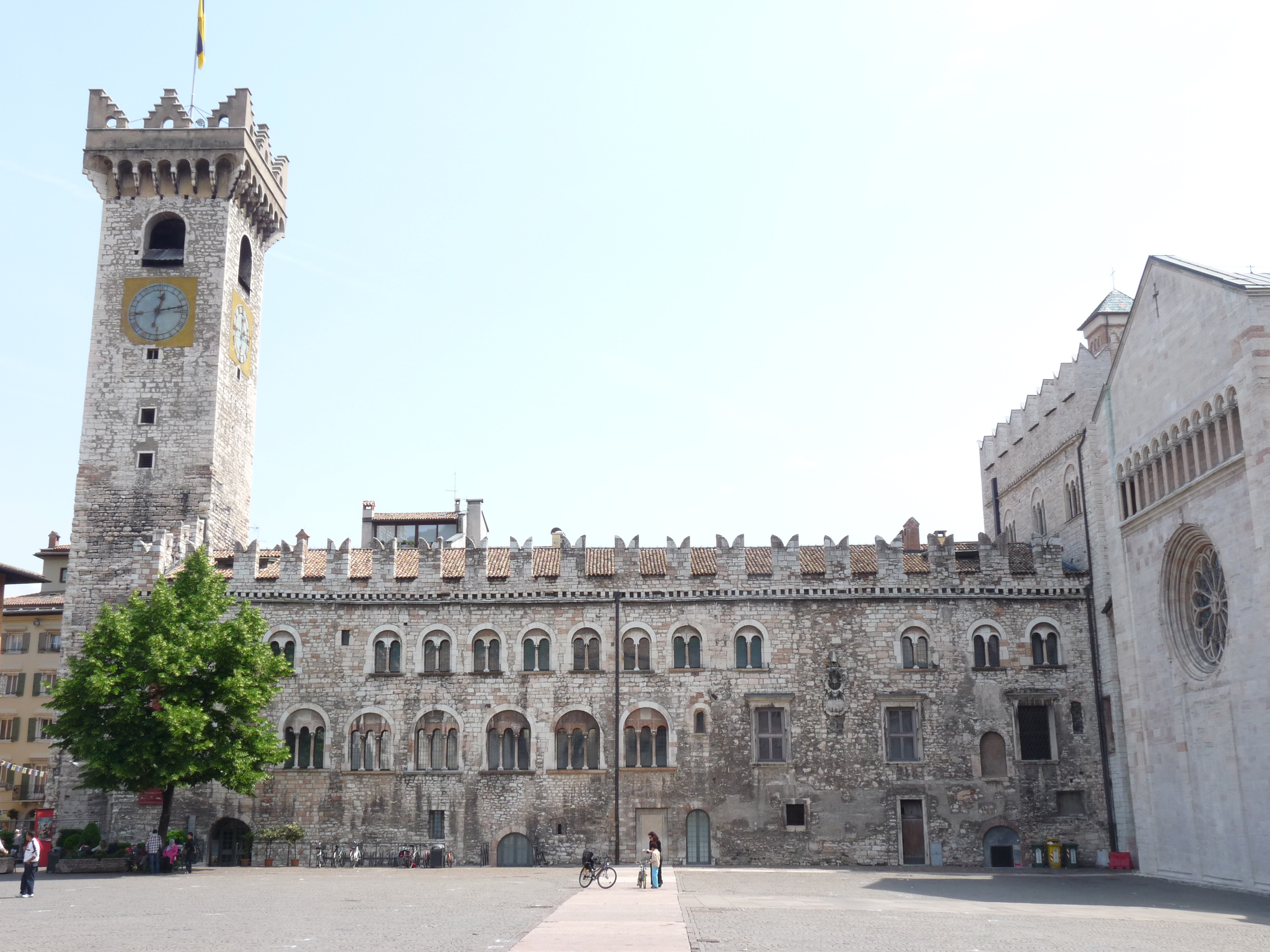
Il palazzo pretorio, sede del museo diocesano tridentino.

L'arcidiocesi di Trento (in latino Archidioecesis Tridentina) è una sede metropolitana della Chiesa cattolica in Italia appartenente alla regione ecclesiastica Triveneto. Nel 2023 contava 485.000 battezzati su 542.158 abitanti. È retta dall'arcivescovo Lauro Tisi.
Il patrono dell'arcidiocesi è san Vigilio.

## Territorio
L'arcidiocesi estende la sua giurisdizione sull'intera provincia autonoma di Trento. 
Sede arcivescovile è la città di Trento, dove si trova la cattedrale di San Vigilio. Nell'arcidiocesi sorgono, oltre alla cattedrale, altre due basiliche minori: la basilica dei Santi Martiri a Sanzeno, e la basilica di Santa Maria Maggiore a Trento.
Il territorio è suddiviso in 450 parrocchie, raggruppate in 8 zone pastorali.
La provincia ecclesiastica tridentina, istituita il 6 agosto 1964, è formata dall'arcidiocesi di Trento e dalla suffraganea diocesi di Bolzano-Bressanone.

## Storia
La diocesi di Trento fu eretta nel II secolo e l'evangelizzazione del Trentino si compì, seppure con grande lentezza, nel tardo periodo imperiale. I nomi dei primi vescovi di cui si ha conoscenza sono Giovino, Abbondanzio, che partecipò al concilio di Aquileia nel 381, e san Vigilio. Vigilio (vescovo alla fine del IV secolo) ebbe rapporti epistolari con i metropoliti milanesi Ambrogio e Simpliciano, e con Giovanni Crisostomo. Con Vigilio iniziò un periodo di intensa evangelizzazione delle diverse vallate trentine, anche attraverso il sacrificio dei missionari orientali Sisinnio, Martirio e Alessandro, uccisi a Sanzeno nel 397. I martiri erano stati affidati al vescovo di Trento da Ambrogio per aiutare a diffondere la nuova religione in terre ancora fortemente pagane.
Nel IV e nel V secolo la Chiesa tridentina fece dunque riferimento alla prestigiosa sede episcopale milanese, mentre in seguito appartenne alla metropolia del Patriarcato di Aquileia fino al 1751. Con il vescovo Agnello (fine VI secolo) la diocesi, come tutte le diocesi del patriarcato aquileiese, aderì allo scisma tricapitolino, che ebbe fine nel VII secolo.
In età longobarda la diocesi si configurò nella sua attuale dimensione, ma con alcune eccezioni: la Valsugana e il Primiero erano territori affidati alla diocesi di Feltre, mentre la Val di Fassa a quella di Bressanone.
Al vescovo Iltigario (inizio del IX secolo) sono attribuiti i lavori di restauro dell'antica cattedrale extra muros di San Vigilio, che custodiva le reliquie del santo tridentino. Nella stessa epoca fu eretto il palazzo episcopale e venne istituito il capitolo dei canonici della cattedrale. In epoca carolingia inizia una prima organizzazione territoriale della diocesi, con l'istituzione delle pievi.
Nel 962 Trento ed il suo territorio furono incorporati da Ottone I nell'impero germanico. Da questo momento crebbe il ruolo politico dei vescovi tridentini, che venne consacrato, forse già da Enrico II il 9 aprile 1004, di certo da Corrado II il 31 maggio e il 1º giugno 1027. L'imperatore concesse al vescovo Uldarico II il potere temporale sul territorio della diocesi e su altri territori esterni, dove il vescovo si trovava nella particolare situazione di poter esercitare i poteri civili e amministrativi, ma non quelli religiosi. Il principato vescovile era parte del Sacro Romano Impero ed era dotato di un'autonomia che rimase in vigore fino al 1803. Nel 1796 venne abolito da Napoleone e definitivamente nel 1816 in seguito alla Restaurazione austriaca.
La città venne scelta come sede del concilio di riforma che si svolse in tre diverse riprese tra il 1545 e il 1563. Il XVI secolo rappresentò il periodo di maggior splendore per la Chiesa tridentina, guidata da grandi personalità come Bernardo Clesio e Cristoforo Madruzzo.
Il trattato di Lunéville nel 1801 stabilì la secolarizzazione degli stati ecclesiastici, sancendo la fine del principato vescovile che venne secolarizzato definitivamente da Napoleone nel 1803. Fra il 1803 e il 1810 la zona fece parte del Regno di Baviera. Dal 1810 Napoleone ne decise l'annessione al breve regno d'Italia. Nel 1815 con la Restaurazione il territorio entrò a fare parte dell'Impero austriaco, nella Contea del Tirolo.
La diocesi venne ampliata nel 1786 con l'annessione della Valsugana e del Primiero, parti dei domini della Casa d'Austria ma soggetti spiritualmente fino ad allora alla diocesi di Feltre, e della Val di Fassa dopo aver ceduto Bagolino alla diocesi di Brescia nel 1785. Nel 1818 otteneva anche Merano e la Val Passiria (tolti alla diocesi di Coira).
In seguito alla soppressione del patriarcato di Aquileia nel 1751 Trento entrò a far parte, per breve tempo, della provincia ecclesiastica dell'arcidiocesi di Gorizia ed in seguito divenne diocesi immediatamente soggetta alla Santa Sede. Dal 1825 al 1920 fu suffraganea di Salisburgo. Il 24 febbraio 1920 fu nuovamente resa immediatamente soggetta alla Santa Sede con il decreto della Congregazione Concistoriale Sedes episcopalis.
Il 14 giugno 1929 è stata elevata a sede arcivescovile con la costituzione apostolica Inter ceteras di papa Pio XI.
Il 6 luglio 1964 in forza della costituzione apostolica Quo aptius di papa Paolo VI le parti altoatesine dell'arcidiocesi di Trento - il cosiddetto Deutscher Anteil (parte tedesca) - vennero aggregate alla diocesi di Bressanone, che assunse il nome di diocesi di Bolzano-Bressanone. Contestualmente i confini della sede tridentina vennero fatti coincidere con la provincia civile: così Trento cedette i comuni di Magasa e Turano alla diocesi di Brescia, e i comuni di Velo d'Astico e Pedemonte alla diocesi di Vicenza. Il vescovo ausiliare di Trento Heinrich Fohrer divenne ausiliare di Bolzano-Bressanone. I seminaristi e professori altoatesini di Trento si trasferirono a Bressanone. Il 6 agosto successivo la sede arcivescovile di Trento divenne sede metropolitana in forza della costituzione apostolica Tridentinae Ecclesiae dello stesso Paolo VI.

## Cronotassi dei vescovi
Si omettono i periodi di sede vacante non superiori ai 2 anni o non storicamente accertati.

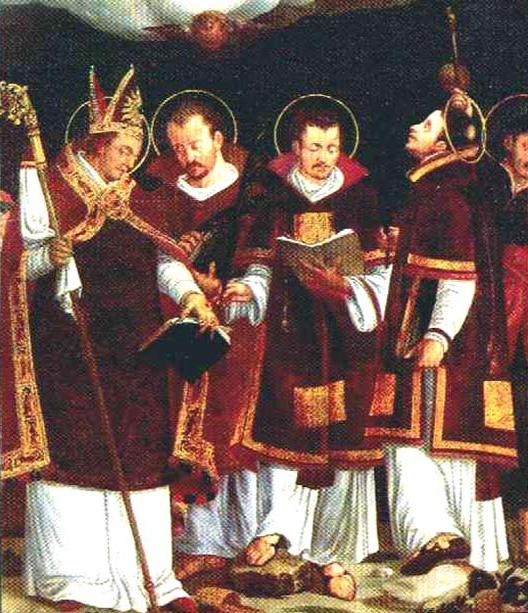
San Vigilio, terzo vescovo di Trento (387 - 400) con i martiri Sisinnio, Martirio e Alessandro in un dipinto di Paolo Naurizio (1583)

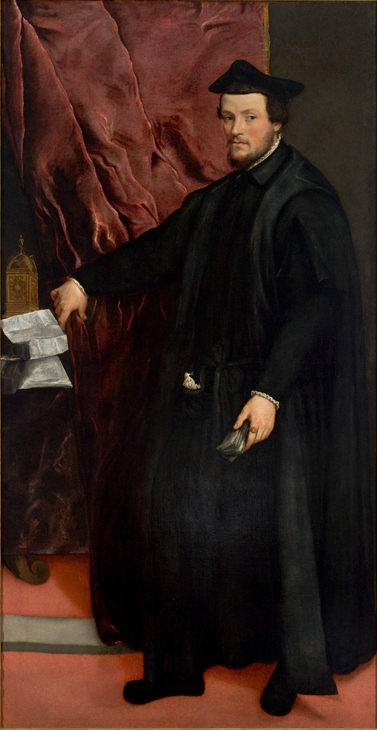
Cristoforo Madruzzo, principe vescovo dal 1539 al 1567

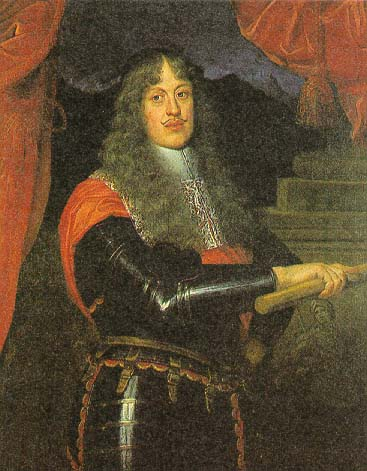
Sigismondo Francesco d'Austria, vescovo dal 1659 al 1665

Celestino Endrici, vescovo dal 1904 al 1940. Nel 1929 Trento divenne sede arcivescovile.

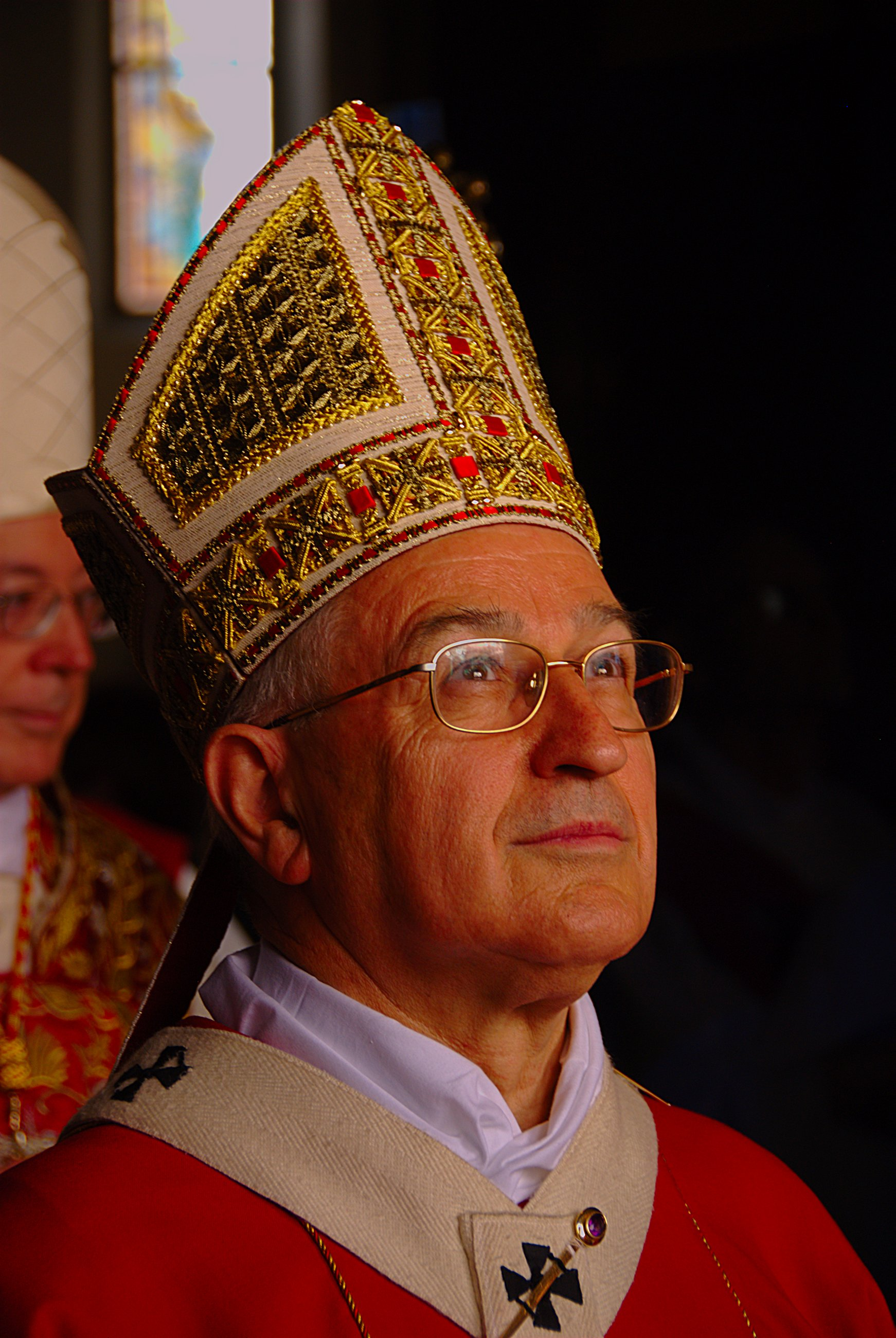
Luigi Bressan, arcivescovo dal 1999 al 2016

Il seguente catalogo episcopale, fino al vescovo Uldarico II († 1055), è contenuto in un messale composto al tempo dello stesso Uldarico. Per la sua antichità e l'autorevolezza del manufatto che lo contiene, è ritenuto autentico.
- Giovino †
- Abbondanzio † (menzionato nel 381[4])
- San Vigilio † (circa 385 - 26 giugno circa 400 deceduto)
- Claudiano †
- Magurio †
- Aspidio †
- Sambazio †
- Valentino †
- Geniale †
- Fedele †
- Valerio †
- Quarto †
- Magoriano †
- Adeodato I †
- Probo †
- Montano †
- Ciriaco †
- Asterio †
- Eugippio †[5]
- Quartino †
- Peregrino †
- Gratismo †
- Adeodato II †
- Agnello[6] † (577 - dopo il 591)
- Verecondo †
- Manasse †
- Vitale I †
- Stablisiano †
- Domenico †
- Rustico †
- Romano †
- Vitale II †
- Corenziano †
- Sisedizio †
- Giovanni I †
- Massimino †
- Mammone †
- Mariano †
- Dominatore †
- Orso †
- Clemenziano †
- Amatore † (? - 802)
- Iltigario (o Volderico) † (802 - 814)
- Daniele † (814 - 827)
- Eimperto † (827 - 845)
- Odescalco † (menzionato nell'857)[7]
- Adalgiso † (menzionato nell'881)[7]
- Frideberto †
- Gisolfo †
- Bertoldo †
- Giacomo †
- Corrado I †
- Giovanni II †[8]
- Bernardo I † (prima del 927 - 14 novembre 932 deceduto)[7]
- Manasse d'Arles † (934 - 948)[9]
- Lantramno †[10]
- Arnoldo di Pavia † (prima del 967 - dopo il 972)[11][12]
- Rainoardo † (prima del 992 - dopo il 995)[13][14]
- Uldarico di Flavon † (prima del 1007 - 1022)[13][15]
- Udalrico II † (1022 - 25 febbraio 1055 deceduto)
- Azzo † (1055 - 14 ottobre 1065 deceduto)
  - Sede vacante (1065-1068)
- Enrico I † (1068 - dopo il 15 novembre 1082 deceduto)
- Bernardo II (Pervaldo) † (1082 - 1084)
- Adalberone † (1084 - 1106)
- Gebardo † (prima del 21 ottobre 1106 - 1120 deceduto)
- Adelpreto I † (1120 - 1124)
- Altemanno † (prima di agosto 1124 - 27 marzo 1149 deceduto)
- Arnoldo II † (1149 - 2 febbraio 1154 deceduto)
- Eberardo † (1154 - 18 giugno 1156 deceduto)
- Beato Adelpreto II † (17 settembre 1156 - 8 marzo 1177 deceduto)
- Salomone † (prima del 1º agosto 1177 - 30 dicembre 1183 deceduto)
- Alberto Madruzzo † (prima del 15 marzo 1184 - 20 novembre 1188 deceduto)
- Corrado di Beseno † (6 dicembre 1188 - 10 marzo 1205 dimesso)
- Federico Vanga † (9 agosto 1207 - 6 novembre 1218 deceduto)
- Adelpreto di Ravenstein † (novembre 1219 - dopo il 27 dicembre 1223 deceduto)
- Gerardo Oscasali † (1224 - novembre 1232 deceduto)
- Aldrighetto di Castelcampo † (novembre 1232 - 1247 deceduto)
- Egnone di Appiano † (8 novembre 1250 - 25 marzo 1273 deceduto)
- Enrico II, O.T. † (29 settembre 1274 - 1289 deceduto)
- Filippo Bonacolsi, O.F.M. † (31 luglio 1289 - 8 dicembre 1303 nominato vescovo di Mantova)
- Bartolomeo II Querini † (10 gennaio 1304 - 23 aprile 1307 deceduto)
- Enrico di Metz † (23 maggio 1310 - 9 ottobre 1336 deceduto)
- Nicolò Alreim da Brno[16] † (3 luglio 1338 - 1347 deceduto)
  - Gerardo da Manhauc † (12 dicembre 1347 - 1348 deceduto) (vescovo eletto)
- Giovanni di Pistoia † (27 ottobre 1348 - 23 ottobre 1349 nominato vescovo di Spoleto)
- Mainardo di Neuhaus † (4 novembre 1349 - 1360 dimesso)
- Alberto di Ortenburg † (31 agosto 1360 - 9 settembre 1390 deceduto)
- Giorgio di Liechtenstein † (7 novembre 1390 - 20 agosto 1419 deceduto)
  - Giovanni da Isny † (1419) (vescovo eletto)
  - Armando de Cilli † (1421) (vescovo eletto)
  - Ernesto Auer † (1422) (vescovo eletto)
  - Enrico Flechtel † (2 marzo 1422 - 1423) (vescovo eletto)
- Alessandro di Masovia † (20 ottobre 1423 - 2 giugno 1444 deceduto)
- Benedetto da Trento † (12 ottobre 1444 - 1446 dimesso)
- Giorgio Hack † (16 ottobre 1446 - 23 agosto 1465 deceduto)
- Giovanni Hinderbach † (12 maggio 1466 - 21 settembre 1486 deceduto)
- Udalrico Frundsberg † (11 luglio 1488 - 10 agosto 1493 deceduto)
- Udalrico di Liechtenstein † (20 agosto 1493 - 16 settembre 1505 deceduto)
- Giorgio Neideck † (25 settembre 1505 - 5 giugno 1514 deceduto)
- Bernardo Cles † (25 settembre 1514 - 30 luglio 1539 deceduto)
- Cristoforo Madruzzo † (5 agosto 1539 - 14 novembre 1567 dimesso)
- Ludovico Madruzzo † (14 novembre 1567 succeduto - 2 aprile 1600 deceduto)
- Carlo Gaudenzio Madruzzo † (2 aprile 1600 succeduto - 14 agosto 1629 deceduto)
- Carlo Emanuele Madruzzo † (14 agosto 1629 succeduto - 15 dicembre 1658 deceduto)
- Sigismondo Francesco d'Austria † (7 febbraio 1659 - 28 maggio 1665 dimesso)
- Ernesto Adalberto d'Harrach † (11 novembre 1665 - 25 ottobre 1667 deceduto)
- Sigismondo Alfonso Thun † (9 settembre 1668 - 2 febbraio 1677 deceduto)
- Francesco Alberti Poja † (3 ottobre 1678 - 4 febbraio 1689 deceduto)
- Giuseppe Vittorio Alberti di Enno † (10 dicembre 1691 - 31 dicembre 1695 deceduto)
- Giovanni Michele Spaur † (24 settembre 1696 - 22 aprile 1725 deceduto)
- Giovanni Benedetto Gentilotti † (9 settembre 1725 - 20 settembre 1725 deceduto)
- Antonio Domenico Wolkenstein † (8 aprile 1726 - 5 aprile 1730 deceduto)
- Domenico Antonio Thun † (22 novembre 1730 - 7 settembre 1758 deceduto)
  - Leopoldo Ernesto Firmian † (29 maggio 1748[17] - 1755[18])
- Francesco Felice Alberti di Enno † (7 settembre 1758 succeduto - 31 dicembre 1762 deceduto)
- Cristoforo Sizzo de Noris † (22 agosto 1763 - 13 giugno 1776 deceduto)
- Pietro Vigilio Thun † (16 settembre 1776 - 17 gennaio 1800 deceduto)
- Emanuele Maria Thun † (11 agosto 1800 - 9 ottobre 1818 deceduto)
  - Sede vacante (1818-1824)
- Francesco Saverio Luschin † (24 maggio 1824 - 23 giugno 1834 nominato arcivescovo di Leopoli)
- Beato Giovanni Nepomuceno de Tschiderer † (19 dicembre 1834 - 3 dicembre 1860 deceduto)
- Benedetto Riccabona de Reichenfels † (22 marzo 1861 - 31 marzo 1879 deceduto)
- Giovanni Giacomo della Bona † (27 febbraio 1880 - 17 novembre 1885 deceduto)
- Eugenio Carlo Valussi † (7 giugno 1886 - 10 ottobre 1903 deceduto)
- Celestino Endrici † (6 febbraio 1904 - 29 ottobre 1940 deceduto)
- Carlo De Ferrari, C.S.S. † (12 aprile 1941 - 14 dicembre 1962 deceduto)
- Alessandro Maria Gottardi † (12 febbraio 1963 - 7 dicembre 1987 ritirato)
- Giovanni Maria Sartori † (7 dicembre 1987 - 26 settembre 1998 deceduto)
- Luigi Bressan (25 marzo 1999 - 10 febbraio 2016 ritirato)
- Lauro Tisi, dal 10 febbraio 2016

## Istituti religiosi

### Istituti religiosi maschili
- Chierici regolari Ministri degli Infermi
- Compagnia di Gesù
- Congregazione di Gesù Sacerdote
- Congregazione delle Sacre Stimmate di Nostro Signore Gesù Cristo
- Congregazione di San Giuseppe
- Figli della carità
- Figli dell'Immacolata Concezione
- Figli di Maria Immacolata
- Istituto della carità
- Missionari comboniani del Cuore di Gesù
- Missionari di San Carlo
- Istituto missioni Consolata
- Oblati di Maria Vergine
- Ordine dei carmelitani scalzi
- Servi di Maria
- Ordine dei frati minori cappuccini
- Ordine dei frati minori conventuali
- Ordine dei frati minori
- Sacerdoti del Sacro Cuore di Gesù
- Società salesiana di San Giovanni Bosco
- Società del Verbo Divino

### Istituti religiosi femminili
- Ancelle della Visitazione
- Clarisse
- Congregatio Jesu
- Figlie della carità
- Figlie della Chiesa
- Figlie del Cuore di Gesù, venturine
- Figlie di Gesù
- Figlie di Maria Ausiliatrice
- Figlie di San Camillo
- Figlie del Sacro Cuore di Gesù della Verzeri
- Pia società figlie di San Paolo
- Piccole suore dell'Immacolata Concezione
- Piccole suore della Sacra Famiglia
- Povere figlie di Maria Santissima Incoronata
- Religiose di Nostra Signora di Sion
- Serve di Maria
- Sorelle della misericordia
- Suore di carità delle Sante Bartolomea Capitanio e Vincenza Gerosa
- Suore di carità della Santa Croce
- Suore francescane dell'Immacolata
- Suore francescane missionarie di Maria
- Suore di Gesù Buon Pastore
- Suore missionarie pie madri della Nigrizia
- Suore missionarie di San Pietro Claver
- Suore di Nostra Signora del Rifugio in Monte Calvario
- Suore della Provvidenza di San Gaetano da Thiene
- Suore della Provvidenza rosminiane
- Suore di Santa Dorotea di Cemmo
- Suore terziarie francescane elisabettine

## Statistiche
L'arcidiocesi nel 2023 su una popolazione di 542.158 persone contava 485.000 battezzati, corrispondenti all'89,5% del totale.
| anno | popolazione | popolazione | popolazione | presbiteri | presbiteri | presbiteri | presbiteri                | diaconi | religiosi | religiosi | parrocchie |
| anno | battezzati  | totale      | %           | numero     | secolari   | regolari   | battezzati per presbitero | diaconi | uomini    | donne     | parrocchie |
| ---- | ----------- | ----------- | ----------- | ---------- | ---------- | ---------- | ------------------------- | ------- | --------- | --------- | ---------- |
| 1950 | 613.500     | 615.000     | 99,8        | 1.717      | 1.149      | 568        | 357                       |         | 834       | 2.168     | 426        |
| 1970 | 425.471     | 425.782     | 99,9        | 1.193      | 794        | 399        | 356                       |         | 494       | 1.922     | 448        |
| 1980 | 442.452     | 442.873     | 99,9        | 1.056      | 696        | 360        | 418                       |         | 495       | 1.693     | 458        |
| 1990 | 440.000     | 445.165     | 98,8        | 940        | 629        | 311        | 468                       | 8       | 427       | 1.061     | 456        |
| 1999 | 461.000     | 464.398     | 99,3        | 841        | 552        | 289        | 548                       | 17      | 400       | 864       | 456        |
| 2000 | 469.000     | 473.000     | 99,2        | 818        | 541        | 277        | 573                       | 19      | 377       | 854       | 456        |
| 2001 | 468.800     | 470.946     | 99,5        | 804        | 522        | 282        | 583                       | 19      | 374       | 759       | 456        |
| 2002 | 469.600     | 472.816     | 99,3        | 770        | 495        | 275        | 609                       | 20      | 364       | 744       | 456        |
| 2003 | 469.840     | 473.151     | 99,3        | 753        | 484        | 269        | 623                       | 18      | 355       | 756       | 454        |
| 2004 | 470.513     | 477.017     | 98,6        | 757        | 474        | 283        | 621                       | 19      | 344       | 691       | 454        |
| 2005 | 471.200     | 481.500     | 97,8        | 756        | 470        | 286        | 623                       | 20      | 359       | 629       | 454        |
| 2010 | 481.232     | 505.527     | 95,2        | 667        | 402        | 265        | 721                       | 28      | 319       | 553       | 452        |
| 2014 | 486.000     | 530.308     | 91,6        | 587        | 356        | 231        | 827                       | 28      | 268       | 458       | 452        |
| 2017 | 487.800     | 538.223     | 90,6        | 539        | 332        | 207        | 905                       | 27      | 233       | 370       | 452        |
| 2020 | 488.000     | 541.098     | 90,2        | 496        | 303        | 193        | 983                       | 24      | 224       | 350       | 452        |
| 2022 | 488.960     | 542.166     | 90,2        | 440        | 267        | 173        | 1.111                     | 26      | 204       | 374       | 450        |
| 2023 | 485.000     | 542.158     | 89,5        | 427        | 255        | 172        | 1.135                     | 30      | 203       | 301       | 450        |

## Media
- Vita trentina, settimanale diocesano dal 1926[19]
- Radio Trentino inBlu, radio diocesana[20]